# 剣山 (小惑星)
剣山（つるぎさん、4097 Tsurugisan）は小惑星帯に位置する小惑星。かなり小規模な小惑星族を代表する小惑星とされることがある。
高知県芸西村の芸西観測所で関勉が発見した。徳島県にある、標高1,955mの剣山に因んで命名された。